# Сабор младих вилиониста „Ћемане”
Сабор младих вилиониста „Ћемане” се оджава у Рибници, које је духовни центар Горње Колубаре у Паштрићу, на територији општине Мионице.
Сабор, који има такмичарски карактер, традиционално се одржава на Петровдан (12. јула) у порти цркве ”Светих апостола Петра и Павла” у организацији општине и Културног центра Мионица.